# Николаевка (Овидиопольский район)
Николаевка (укр. Миколаївка) — село, относится к Овидиопольскому району Одесской области Украины.
Население по переписи 2001 года составляло 1448 человек. Почтовый индекс — 67813. Телефонный код — 4851. Занимает площадь 7,743 км². Код КОАТУУ — 5123782501.

## История
В 1945 г. Указом ПВС УССР село Калаглия переименовано в Николаевку. Недалеко от села обнаружен археологический памятник — скифское поселение с могильником IV—III веков до н. э.

## Местный совет
67813, Одесская обл., Овидиопольский р-н, с. Николаевка, ул. Днестровская